# Ореховский район (Ленинградская область)
Ореховский район — административно-территориальная единица в составе Ленинградской области РСФСР с центром в усадьбе Климково, существовавшая в 1927—1931 годах.
Ореховский район в составе Боровичского округа Ленинградской области был образован в августе 1927 года из 13 сельсоветов Ореховской волости, 1 с/с Николо-Мошенской волости (обе волости входили в Боровичский уезд Новгородской губернии) и 5 с/с Ереминской волости Устюженского уезда Череповецкой губернии.
Всего было образовано 19 с/с: Балашевский, Бродский, Вяльцевский, Глебовский, Горский, Дубишкинский, Жерновский, Захаркинский, Кривцовский, Лубенский, Ореховский, Петровско-Эстонский, Погореловский, Раменский, Ратковский, Семёнкинский, Чернянский, Чувашево-Горский, Языково-Горский.
В ноябре 1928 года были упразднены Балашевский, Горский, Захаркинский, Кривцовский, Петровско-Эстонский и Языково-Горский с/с. Чувашево-Горский с/с был переименован в Подклинский.
20 сентября 1931 года Ореховский район был упразднён, а его территория в полном составе включена в Мошенской район.